# Kandil (Einheit)
Der Kandil, auch mitunter Bar, war ein Gewichtsmaß in verschiedenen ostindischen Regionen. Trotz unterschiedlicher Maßketten war das Gewicht recht einheitlich.
In Masulipatam war die Maßkette
- 1 Kandil = 20 Mons = 160 Bises = 800 Seyras = 12.000 Neves = 18.000 Daboas = 500 Pfund engl. Avoirdupois

Auf Sumatra in Aceh war
- 1 Kandil = 200 Cattis und die Maßkette
  - 1 Catti = 20 Boncals = 100 Taels = 280 Pagoden = 320 Majons = 1600 Mas = 6400 Cupangs

In der Präsidentschaft Madras war die Maßkette
- 1 Kandil = 20 Mauns = 160 Bises/Vis = 800 Seyras = 6400 Palims = 64.000 Pagoden = 500 Pfund engl. Avoirdupois

In Koromandel war die Maßkette
- 1 Kandil = 20 Mons = 32 ½ Tolons = 65 Tarys = 130 Tukos = 162 ½ Bis = 800 Seyras = 65 Paloins = 65.000 Pagoden = 480 Pfund (franz.) = 500 Pfund engl. Avoirdupois